# Leonardo Bittencourt (futebolista)
Leonardo Jesus Loureiro Bittencourt (Leipzig, 19 de dezembro de 1993) é um futebolista alemão de ascendência brasileira que atua como meia. Atualmente, joga no Werder Bremen.

## Carreira
Bittencourt iniciou a carreira nas categorias de base do Energie Cottbus. Passou pelo Sub-17 e Sub-19 até chegar à liga profissional. Em 2012, foi comprado pelo Borussia Dortmund, porém o Hannover 96 o adquiriu na temporada seguinte. Após dois anos no clube foi atuar no Colônia. Hoje joga no Werder Bremen.

## Vida pessoal
Bittencourt é filho do ex-jogador brasileiro Franklin Bittencourt. Ele é fluente em alemão e português.